# Вимбовка

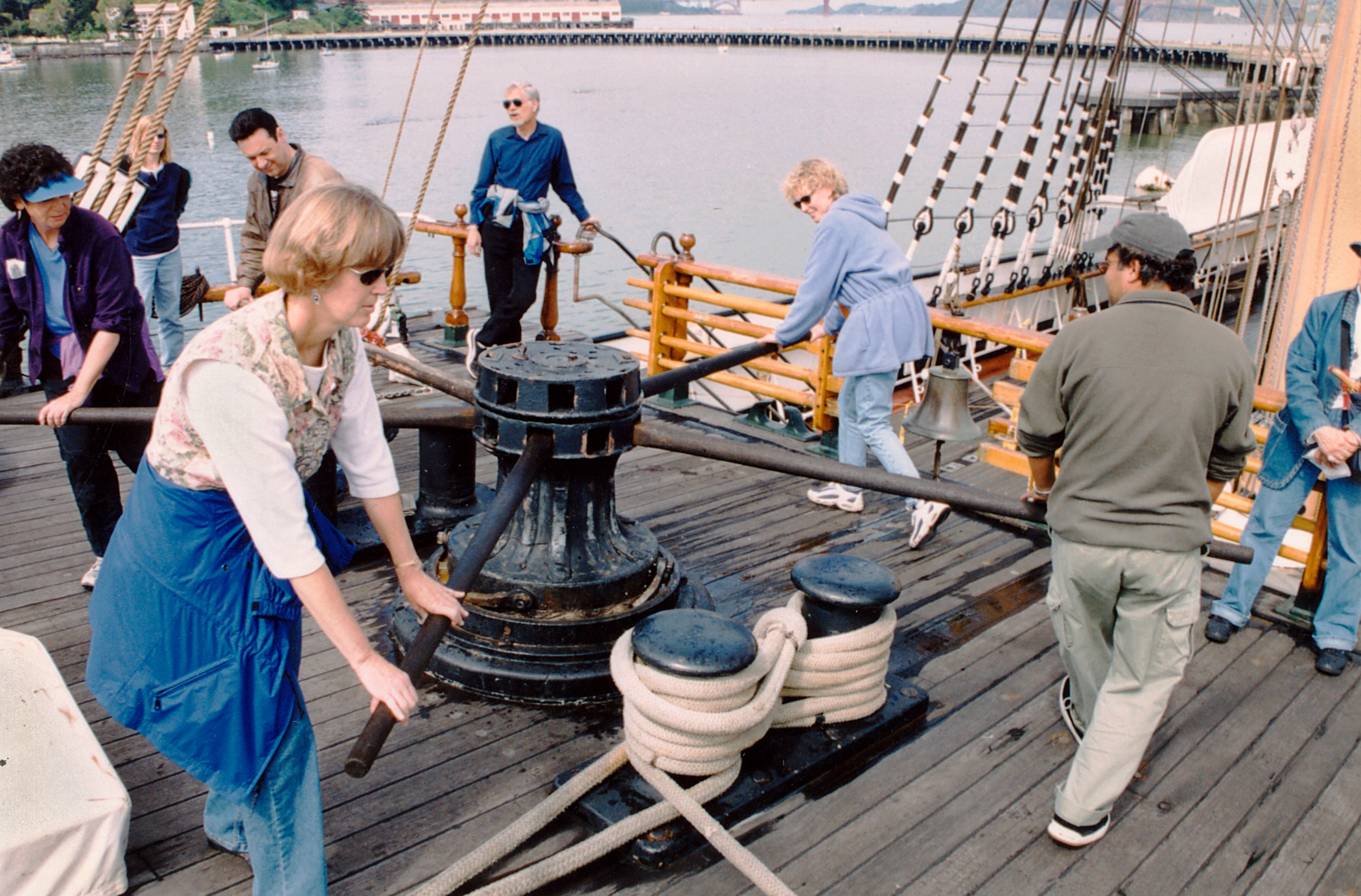
Обертання ручного шпиля за допомогою вимбовок

Вимбо́вка (нід. windboom, від winden — «навивати» + boom — «дерево»), також закрутень, важниця,вирло — дубовий важіль завдовжки 1,5-2,5 м для обертання вручну суднового шпиля. На теперішній час з поширенням механічних приводів вимбовки майже не використовуються.
Вимбовки вставляються радіально в чотирикутні гнізда барабана шпиля (шпильгати) і фіксуються в них чеками (шпиль-боутами). Зовнішні кінці вимбовок з'єднуються свістовом (шпиль-тросом) — обносним кільцевим тросом: для запобігання вискочуванню вимбовок у разі, якщо шпиль почне обертатися в зворотний бік, а також для того, щоб поставити більше людей на шпиль.
Слово «гандшпуг» («аншпуг»), яким називають важіль для пересування вантажів на судні, може вживатися як синонім до «вимбовка».

## Галерея

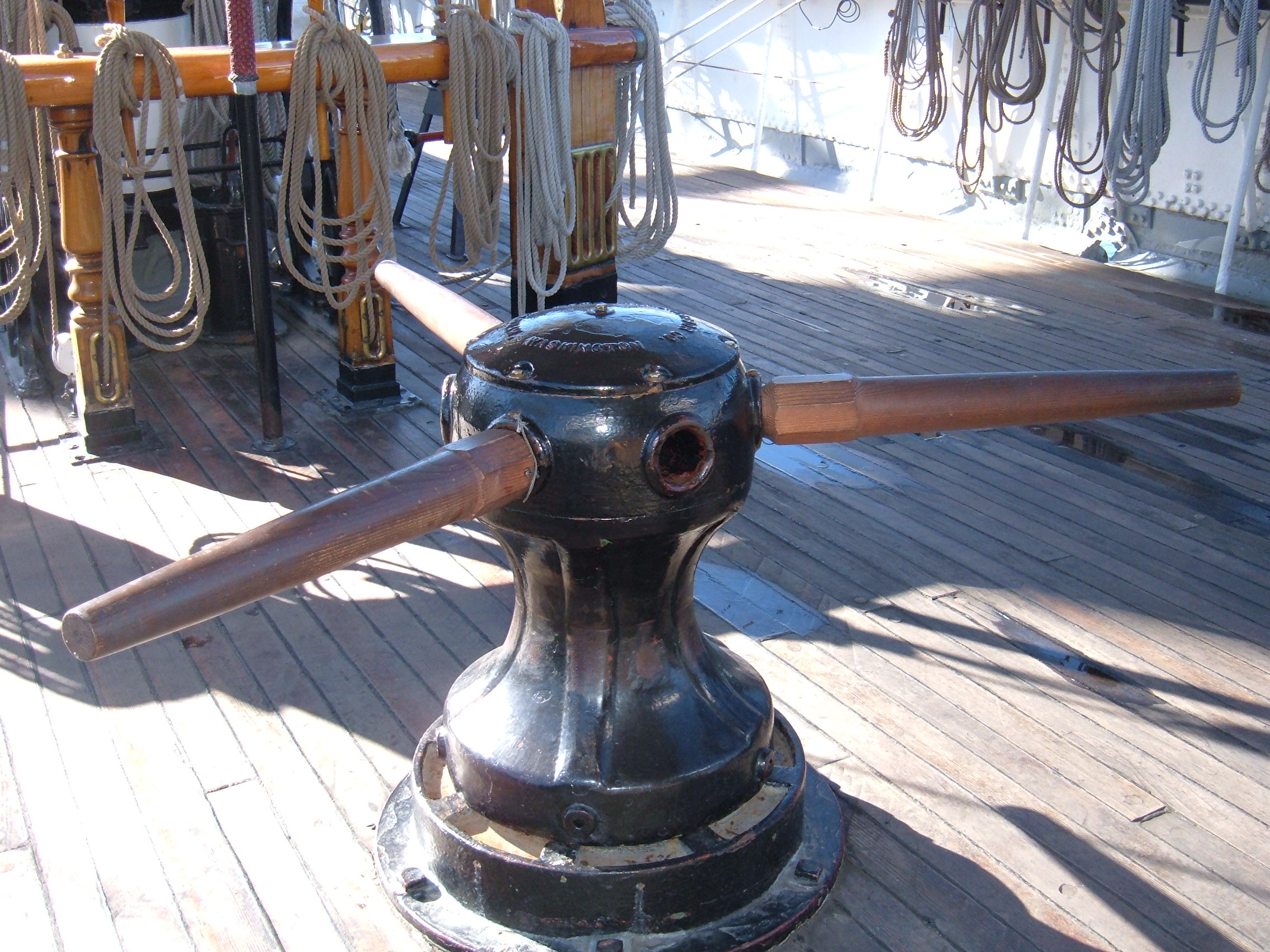
Вимбовки для круглих шпильгатів
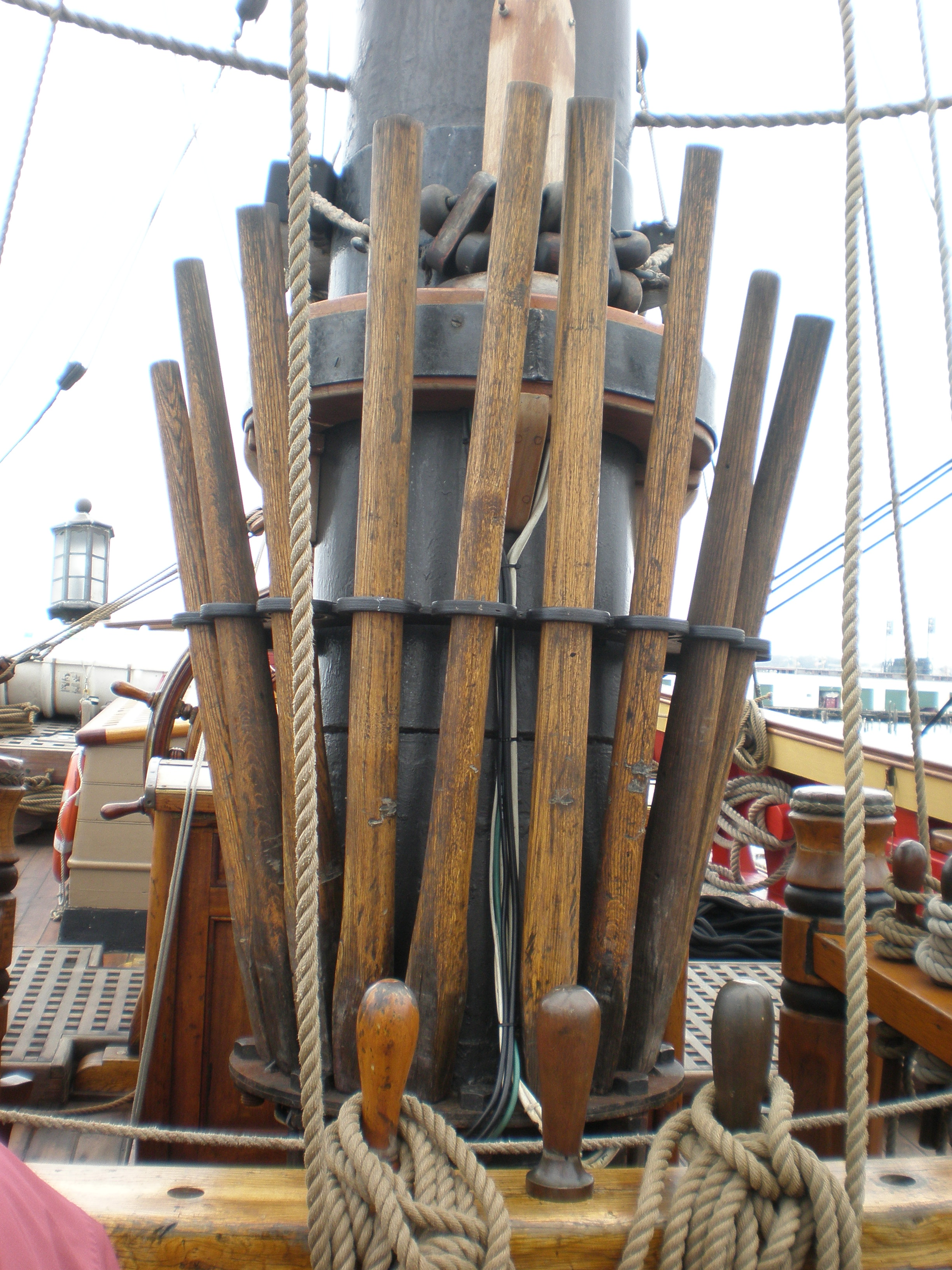
Вимбовки сучасної реконструкції корабля «Баунті»
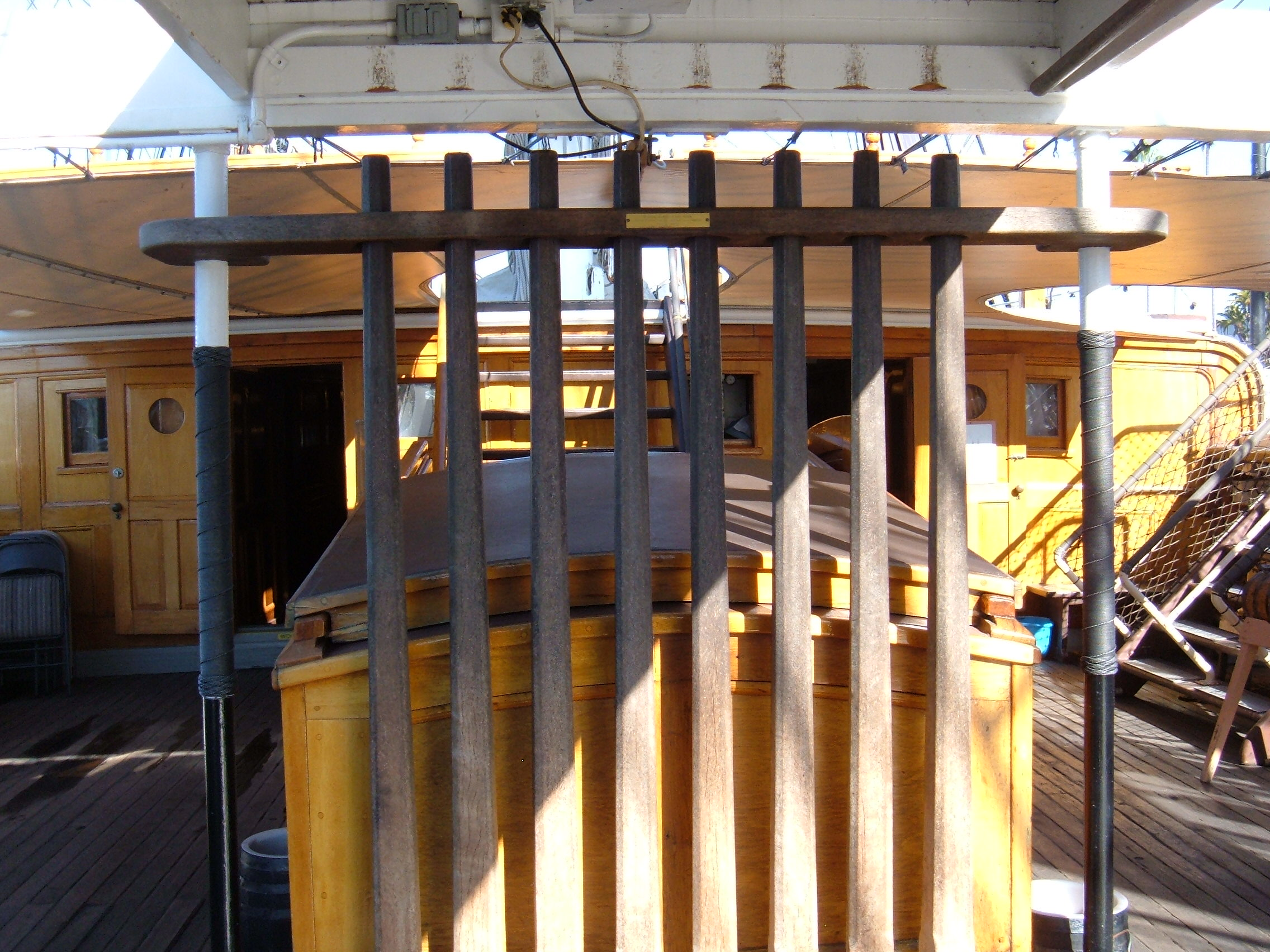
Вимбовки корабля «Зірка Індії»
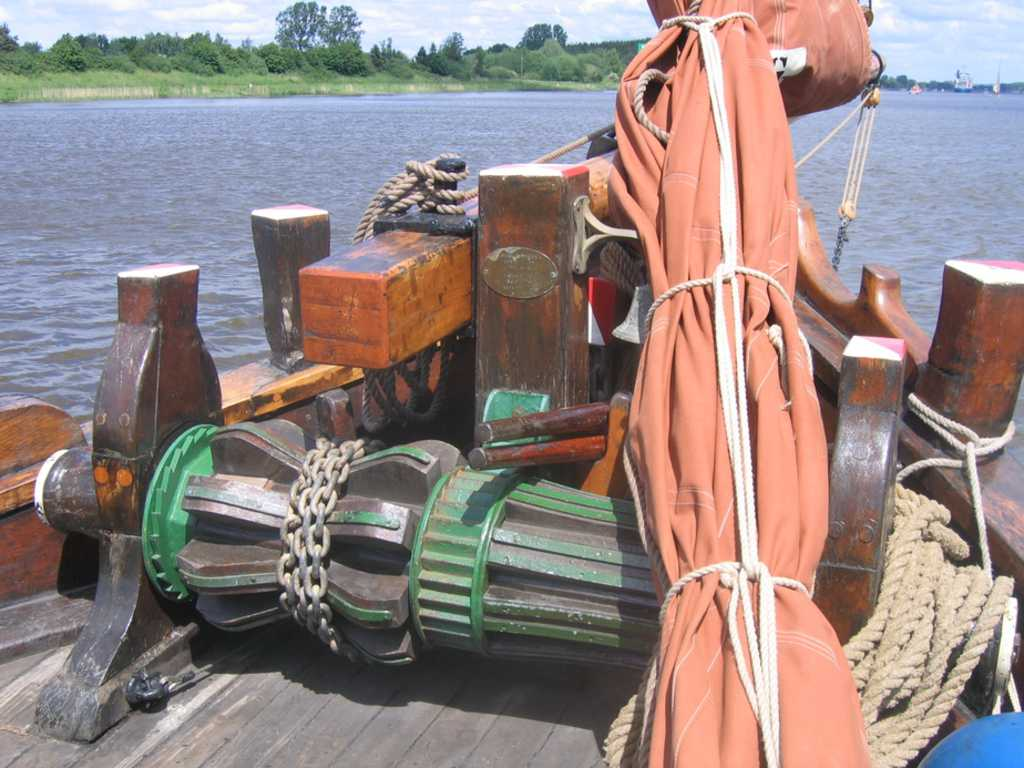
Дві вимбовки брашпиля
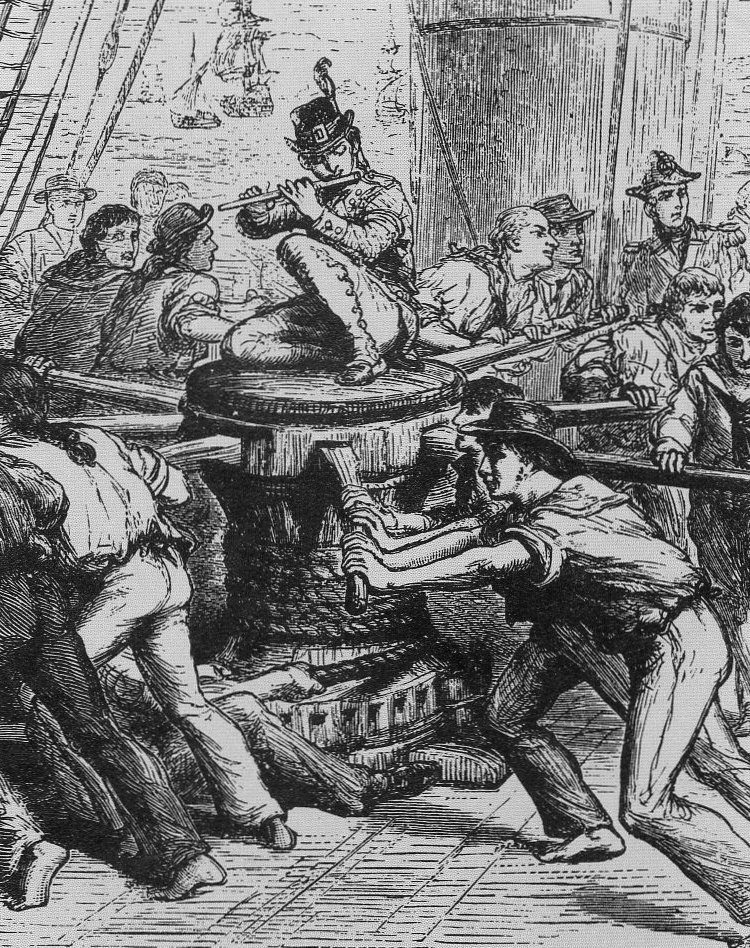
Матроси обертають шпиль вимбовками